# T'Pau
T'Pau er en popgruppe fra Storbritannien med Carol Decker. Gruppen er i Danmark nok mest kendt for 80'er-hittet "China in your hand" samt "Heart and soul".

## Diskografi
- Bridge of spies (1987)
- Rage (1988)
- The promise (1991)
- The very best of t'pau (1993)
- Red (1997)

| Musikgruppe | Spire Denne artikel om en britisk musikgruppe er en spire som bør udbygges. Du er velkommen til at hjælpe Wikipedia ved at udvide den. |